# Cá tráp đen
Cá tráp đen (tên khoa học Acanthopagrus pacificus) là một loài cá trong họ Sparidae. Chúng được Iwatsuki, Kume và Yoshino mô tả lần đầu tiên vào năm 2010.